# Seznam ameriških igralcev
Seznam ameriških igralcev.

## Seznami
- Seznam ameriških igralcev (A)
- Seznam ameriških igralcev (B)
- Seznam ameriških igralcev (C)
- Seznam ameriških igralcev (D)
- Seznam ameriških igralcev (E)
- Seznam ameriških igralcev (F)
- Seznam ameriških igralcev (G)
- Seznam ameriških igralcev (H)
- Seznam ameriških igralcev (I)
- Seznam ameriških igralcev (J)
- Seznam ameriških igralcev (K)
- Seznam ameriških igralcev (L)
- Seznam ameriških igralcev (M)
- Seznam ameriških igralcev (N)
- Seznam ameriških igralcev (O)
- Seznam ameriških igralcev (P)
- Seznam ameriških igralcev (Q)
- Seznam ameriških igralcev (R)
- Seznam ameriških igralcev (S)
- Seznam ameriških igralcev (T)
- Seznam ameriških igralcev (U)
- Seznam ameriških igralcev (V)
- Seznam ameriških igralcev (W)
- Seznam ameriških igralcev (X)
- Seznam ameriških igralcev (Y)
- Seznam ameriških igralcev (Z)